# أستون أبتس (باكينجهامشير)
استون ابتس (باكينجهامشير) (بالإنجليزية: Aston Abbotts)‏ هي قرية و أبرشية مدنية تقع في المملكة المتحدة في إنجلترا.  يقدر عدد سكانها بـ 366 نسمة .